# Stelis calodyction
Stelis calodyction là một loài thực vật có hoa trong họ Lan. Loài này được Spruce miêu tả khoa học đầu tiên năm 1862.